# Station Zabrze Biskupice
Station Zabrze Biskupice is een spoorwegstation in de Poolse plaats Zabrze.